# Francesc Miralles
Francesc Miralles Contijoch es un escritor, ensayista, traductor y músico español con una extensa obra en castellano y catalán de narrativa y ensayo. Asimismo, colabora como periodista en temas relacionados con psicología y espiritualidad en medios como El País, Radio Nacional de España y la Cadena Ser, y ha sido entrevistado en diversas ocasiones en La Vanguardia.

## Biografía
Francesc Miralles nació en Barcelona en 1968, estudió periodismo durante cuatro meses y más tarde se licenció en Filología alemana en la Universidad de Barcelona. Empezó trabajando como traductor y editor en una editorial de libros de autoayuda, Océano Ámbar. Luego, inició una época de viajes que le llevaron a escribir novelas y libros de ensayo relacionados con el crecimiento personal.
Como músico, ha compuesto varios discos, primero con el grupo Hotel Guru, que duró apenas un año, y entre 2008 y 2016 con el grupo Nikosia, con el que editó cuatro discos y creó la banda sonora de diversas novelas juveniles.

## Obras principales
Su obra más conocida, Ikigai. Los secretos de Japón para una vida larga y feliz, coescrita con Héctor García Puigcerver, se ha traducido a 70 idiomas con más de 2 millones de ejemplares vendidos. Asimismo, su novela Amor en minúscula ha sido traducida a 28 idiomas.

## Premios literarios
- En 2001, gana el Premi Gran Angular, de la Fundación SM con la novela juvenil Un haikú per a l´Alícia (Ed. Cruïlla), en catalán.
- En 2006, gana el Premi Columna Jove con la novela de viajes Interrail, también en catalán.[8]
- En 2009, ganó el premio Ciudad de Torrevieja con el libro La última respuesta, escrito en colaboración con Álex Rovira.[9]
- En 2023, ganó el premio Urano de salud y Crecimiento personal con su obra Mazal, el secreto ancestral de la fortuna.[10]

## Obras destacadas de no ficción

#### Catalán
- 365 idees per canviar la teva vida, Labutxaca, 2014, ISBN 9788498092073
- L'autoajuda al descobert, Ara Llibres, 2006, ISBN 9788496201903
- La lliço secreta, Ed. Comanegra, 2015

#### Colaboraciones
- El laberint de la felicitat, con Àlex Rovira, Ara Llibres, 2013
- Ichigo-Ichie, con Héctor García Puigcerver, Aguilar, 2019, Colección Cuerpo y mente. Ichi-go ichi-e (一期一会? literalmente «una vida, un encuentro») es una frase japonesa que describe un concepto cultural vinculado con frecuencia al famoso maestro de té Sen no Rikyū.
- Namasté, la via India a la realització, la felicitat i el exit, con Héctor García, Urano, 2022
- El superpoder de ser tu, con Álex Rovira, Estrella Polar, 2024
- El métode Ikigai, con Héctor García Puigcerver Ara llibres, 2024

#### Castellano
- El lector de Kafka, Ed. Océano, 2000
- El lector de Hesse, Océano, 2001
- Todos los tés del mundo, Océano Ámbar, 2007
- Conversaciones sobre la felicidad, Alienta, 2007
- Cineterapia: 35 películas para mejorar tu vida, Oniro, 2013
- La lección secreta, Comanegra, 2015
- Shinrin Yoku. El arte japonés de los baños de bosque, en colaboración con Héctor García Puigcerver , Planeta, 2018, ISBN 9788408186984
- Todo saldrá bien, Libros Cúpula, 2020
- Los Lobos cambian el río, memorias, Obelisco 2021
- 20 preguntas existenciales, Kairós, 2022
- Mazal, el secreto ancestral de la fortuna, premio Urano 2023.[11]

#### Colaboraciones
- El Zen de la empresa con Yuki Ojiro, Alienta, 2006
- El mapa del tesoro. De la ley de la atracción al poder de la acción, con Álex Rovira, Random House, 2011, ISBN 9788425346279
- Desayuno con partículas con Sonia Fernández-Vidal, Plaza y Janés, 2013 (ISBN 9788401348136). Ensayo escrito mano a mano con Sonia, Fernández-Vidal, escritora y doctora en física cuántica, para entender los límites de la realidad.
- Ikigai. Los secretos de Japón para una vida larga y feliz, en colaboración con Hector García, Urano, 2016, 2022, ISBN 978-84-18714-07-8
- El pequeño Ikigai, con Héctor García Puigcerver , Destino, 2021
- Un té para curar el alma, con Ángeles Doñate, Zenith, 2021 (autoayuda y superación)[12]
- El superpoder de ser tu: : 6 cuentos para cultivar la autoestima, con Álex Rovira, Destino Infantil & Juvenil, 2024

## Narrativa infantil y juvenil

#### Catalán
- Un haiku per a l'Alícia (premi Gran Angular 2001), con versión castellana
- Interrail, premi Columna Jove 2006, Estrella Polar, 2006, ISBN 9788423683543. Un viaje en tren con personajes de distintos países a través de Austria, Polonia y Eslovaquia.
- La vida és un foc suau, Edebé, 2007, ISBN 9788423683543
- El Cinquè Mag, Ed. Empuries, 2009
- La Mika a la Grècia clássica, Empuries, 2009, ISBN 9788497874151
- Retrum, quan érem morts. Estrella Polar, 2010
- Retrum 2. La neu negra, en catalán
- Oblivion. Un cel rere l'altre, La Galera, 2012
- Un curs d'estiu a Irlanda, estrella Polar, 2014
- El llibre de l'hivern, Jollibre GR, 2016, ISBN 9788416661350
- Tu ets la nit, Fanbooks, 2017, ISBN 9788416716456
- Perdut a Bombai, Cruilla, 2018, en catalán
- El petit Ikigai, con Héctor García Puigcerver, Grup 62, fanbooks, 2021
- Johanna i el Dr. Frankl, grupo Edebé, 2023

#### Castellano
- El círculo ámbar y los mandalas de Avalon, Ediciones B, 2007. El piloto de una avioneta de fumigación ha detectado extraña formas geométricas en un campo de centeno cercano a Glastonbury.
- El quinto mago, Ediciones B, 2009, ISBN 9788466640299. Un papel naranja cae en manos de Álex mientras merodea por el Paseo de Gracia: «¿Eres un mago?». Fruto del azar, o motivado por el destino, el joven entra en contacto con una escuela secreta de psicomagia liderada por el enigmático Mr. Zero.
- Retrum. Cuando estuvimos muertos, La Galera, Colección Luna Roja 2010. Christian es un joven que se siente apartado del mundo. Por casualidad conocerá a un grupo de tres jóvenes góticos, Retrum, que se dedican a dormir sobre tumbas de grandes personajes esperando que les den respuestas a sus preguntas.
- Retrum 2: la nieve negra, La Galera, Colección Luna Roja 2011
- Un haiku para Alicia, publicado por Plataforma Neo en 2012.[13] Genís Gracia asiste, a los diecisiete años, al fracaso de su vida en todos los frentes. Pero justo cuando cree haber llegado a un callejón sin salida, conoce a Alicia, una joven que ha fundado una sociedad secreta en la que se discute sobre la felicidad, el dinero o el sentido de la vida.
- Oblivion, un cielo tras otro, La Galera, 2012, Colección Luna Roja.[14]
- Oblivion 2. Tormenta de estrellas, La Galera, Colección Luna Roja, 2012
- Oblivion 3. La vida secreta de la luna, La Galera, Colección Luna Roja, 2013
- Un rayo de esperanza, Plataforma, 2016, ISBN 9788416820306
- Tú eres la noche, Montena, 2017, ISBN 9788490437728
- El viaje de Índigo. Una odisea por el universo de los sentimientos, Océano Ámbar, 2018.
- Sakura Love: Una historia de amor en Japón, La Galera, Colección Luna Roja, 2019
- El castillo de los nueve espejos, (libro electrónico) Obelisco, 2020
- Stranger than love. Más extraño que el amor, Edebé, 2020
- Johanna y el Dr. Frankl, grupo Edebé, 2023
- En el país de los espejos, La esfera Azul, 2024
- Mi novIA, Vicens Vives, 2025

#### Colaboraciones
- La última respuesta, escrito en colaboración con Álex Rovira, Plaza y Janés, 2009
- Pulsaciones, con Javier Ruescas, Ediciones SM, 2013
- Latidos, con Javier Ruescas, Ediciones SM, 2016
- Alegría, con Álex Rovira, Zenith, 2017 (desarrollo personal)
- Cuentos para quererte mejor, con Álex Rovira, Planeta, 2018
- Cuentos para niñas y niños felices, con Álex Rovira, Destino Infantil & Juvenil, 2020
- Los cinco continentes del amor, con Javier Ruescas, Nube de Tinta, 2020
- El superpoder de ser tú: 6 cuentos para cultivar la autoestima, con Álex Rovira, Destino Infantil & Juvenil, 2024

## Narrativa adultos

#### Catalán
- El somni d'Occident, El somni d'Occident, 2002
- Cafè Balcànic, Llibres de l'Índex, 2004
- El llibre de l'hivern, Grup Promotor, S.L, 2004
- Jet lag: Aventures i ensurts a 9.000 metres d'altura, Ara Llibres, 2006, ISBN 8496201783
- El Quart Reich: El secret de Montserrat, serie Leo Vidal, Edicions 62, 2007
- El millor lloc del món és aquí mateix (con Care Santos), Amsterdam, 2008
- Tant de bo fossis aquí, Ed. AMSTERDAM;, 2013
- Bestiarium. Contes molt bêsties del mon animal, Jollibre GR, 2016, ISBN 9788416661190
- Barcelona Blues, Ediciones de La Tempestad, 2017, ISBN 9788479480172
- Coworking, Navona, 2023
- Viatge a Andrómeda, Fanbooks, 2025

#### Castellano
- Amor en minúscula, Ediciones B, 2006
- La profecía 2013, Martínez Roca, 2008. Serie Leo Vidal 1. Un anticuario de Gerona contacta con Leo Vidal, periodista estadounidense afincado en Cataluña, y le envía recortes de prensa sobre robos de antigüedades en la zona.
- Ojalá estuvieras aquí, Ediciones B, 2009, ISBN 9788466637480
- El cuarto reino, Martínez Roca, 2009. Serie Leo Vidal 2. El 23 de octubre de 1940, coincidiendo con la visita de Hitler a Hendaya, el jefe de las SS Heinrich Himmler escondió en las montañas de Montserrat una misteriosa caja que contenía el gran secreto del Führer. Setenta años después, el periodista Leo Vidal recibe el encargo de hallar una fotografía inédita de aquella expidición a Montserrat.[15]
- El secreto de Picasso Umbriel, 2011. Serie Leo Vidal 3. En 1898, el policía Leo Vidal rastrea el paradero de un cuadro de Picasso en Horta de Sant Joan.
- Latidos, Ediciones SM, 2016, ISBN 9788467585889
- Wabi-Sabi, Ediciones B, 2016, ISBN 9788490694251 (libro electrónico)
- La biblioteca de la Luna, Espasa, 2019
- El castillo de los espejos, Obelisco, 2020
- Los soñadores, Malpasso Ediciones, 2022
- Coworking, Navona, 2023
- Viaje a Andrómeda, Cross books, 2025

#### Colaboraciones
- Los siete poderes, con Álex Rovira, 2006
- El laberinto de la felicidad, con Alex Rovira, Aguilar, 2007
- La última respuesta, en colaboración con Álex Rovira. VIII Premio de Novela Ciudad de Torrevieja, Plaza y Janés, 2009
- Tras las huellas de Einstein, con Álex Rovira, Delibros, 2010,
- El legado de Judas, con Joan Bruna, Martínez Roca, 2010, ISBN 9788427036086;[16] en catalán, El llegat de Judes, Columna, 2010
- Un corazón lleno de estrellas, Plataforma, 2019. Selonsville, 1946. La crudeza de un largo invierno se resiste a abandonar una ciudad que se recupera de las profundas heridas de la guerra. Desde el tejado de un orfanato, Michel y Eri, dos amigos inseparables, contemplan el cielo nocturno sin saber que a la mañana siguiente Eri ya no despertará.[17]
- Cuentos para tener valor, con Álex Rovira, Destino, 2021
- Homo Solver, con Álex Rovira, Kitaeru Libros, 2025

## Traducciones
- El noi que dormia a la neu (The Boy who Slept in the Snow), de Henning Mankell, Libro juvenil, traducción al catalán, Grup 62, 2014
- Viatge a la fi del món (Journey to the End of the World), de Henning Mankell. Libro juvenil, traducción al catalán, Grup 62, 2022
- El azul imposible (El Blau imposible) de Marta Millà. Editorial Ikibooks, 2025